# 無料低額診療事業
無料低額診療事業（むりょうていがくしんりょうじぎょう）とは、社会福祉法を根拠として、低所得者や特殊事情により医療を受けにくい者に対し無料、もしくは低額で医療行為を行う社会福祉事業である。「無料・低額診療事業」とも表記する。
社会福祉法第2条第3項第9号の規定に基づき、生活困難者が、経済的な理由によって必要な医療を受ける機会を制限されることのないよう、無料又は低額な料金で診療を行う。窓口で払う医療費（保険診療の範囲内）の一部または全額が減免され、日用品費等の減免は施設ごとに規定がある。なお医療機関窓口での支払いの減免となるため、調剤薬局での処方料は減免の対象外となる。そのため無料低額診療利用者には院内処方を行うとする医療機関が多い。また、一部自治体では院外処方料の助成を独自で行っている。
生活保護受給者は医療扶助の対象となり、生活保護法指定医療機関を受診すれば、医療費は公費負担医療により無料となる。しかし生活保護の受給対象外、もしくは諸事情により受給できない生活困窮者は、必要な医療を受けられないことになる。そこで、医療機関側が救済措置を始めたものが起源である。

## 実施者
第二種社会福祉事業として位置づけられ、第2種事業は都道府県知事への届出で誰でも行うことができる（第69条）。実施者には、固定資産税や不動産取得税の非課税など、税制上の優遇措置が講じられている。
主に済生会または民医連に加盟している医療機関が、この制度を取り入れている。

## 対象者
低所得者等で経済的理由により診療費の支払いが困難な者で、医療保険加入の有無、国籍は問わない。基準は医療機関によって異なる。想定される対象者は、以下の者である。
- 低所得者[注 1]
- 要保護者[注 2]
- ホームレス
- DV被害者
- 人身取引被害者
- 日本の外国人（外国籍の者）

2018年1月18日、厚生労働省は、各都道府県・各指定都市・各中核市民生主管部(局)長宛てに以下の通知を出している。